# Aavo Pikkuus

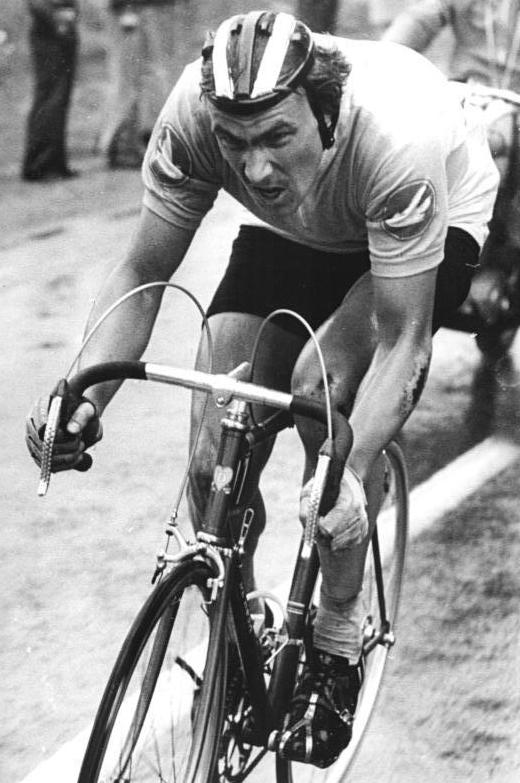
Pikkuus em 1977

Aavo Pikkuus (nascido em 23 de novembro de 1954) é um ex-ciclista estoniano.
Pikkuus conquistou a medalha de ouro na prova de contrarrelógio (100 km) nos Jogos Olímpicos de Verão de 1976 para a União Soviética.